# Igor Andrejev
Igor Valerievitsj Andrejev, ook vaak gespeld als Andreev (Russisch: Игорь Валерьевич Андреев) (Moskou, 14 juli 1983) is een voormalig Russisch tennisser.

## Biografie
Hij werd geboren in Moskou en was zeven jaar toen hij begon te tennissen. Op 15-jarige leeftijd verhuisde hij naar Spanje, waar hij vanaf dat moment traint en woont in Valencia. Hierdoor spreekt Andrejev Spaans, maar daarnaast ook Engels en vanzelfsprekend Russisch.

## Carrière
Andrejev begon in 2002 op professioneel niveau te tennissen. Sinds 1998 wordt hij getraind door oud-proftennisser José Altur.

### 2003
In 2003 brak Andrejev voor het eerst door via de zogeheten Challenger-tour, de op een na hoogste divisie van het proftennis. Hij versloeg daarin enkele grote namen, waaronder Sjeng Schalken en Maks Mirni.

### 2004
In 2004 versloeg Andrejev op Roland Garros in de tweede ronde Juan Carlos Ferrero, de titelverdediger. Het was de eerste keer voor Andrejev dat hij een toptienspeler versloeg. Hij versloeg in de volgende ronde ook Julien Benneteau. Zijn avontuur zou eindigen in de achtste finale met een nederlaag tegen de latere winnaar Gastón Gaudio: 6-4, 7-5 en 6-3.
In diezelfde maand in het Londense Queen's versloeg Andrejev in de tweede ronde niemand minder dan ex-nummer één en veelvoudig grandslamwinnaar Andre Agassi. Hij houdt daarmee Agassi van zijn 800e overwinning op de ATP tour. Andrejev zou het nog tot in de kwartfinales schoppen. Hij zal daar verliezen van Lleyton Hewitt (6-3 en 7-5), de latere verliezend finalist.
Op het ATP-toernooi van Gstaad speelt Andrejev een schitterend toernooi. In de tweede ronde verslaat hij eenvoudig oud Roland Garros winnaar Albert Costa met 6-2 en 6-4. In de halve finale wint hij van Australian Open finalist Rainer Schüttler: 6-2, 3-6 en 7-6 (8). Zo bereikt hij voor het eerst in zijn carrière de finale van een ATP-toernooi. Hij verliest die eervol van de nummer een van de wereld: Roger Federer met 6-2, 6-3, 5-7 en 6-3.
Bij de Olympische Spelen in Athene zorgt Andrejev weer voor een verrassing. Hij verslaat in de eerste ronde zevende reekshoofd Rainer Schüttler (6-7 (5) 7-6 (2) 6-2). In de achtste finales verliest hij van latere winnaar Nicolás Massú: 6-3, 6-7 (4) en 6-4.
Voor de tweede keer in zijn carrière bereikt hij de finale van een ATP-toernooi. In het Roemeense Boekarest verliest hij de finale van de Argentijn José Acasuso met 6-3 en 6-0.

### 2005
In 2005 bereikt Andrejev zijn beste resultaat tot dan toe op de Australian Open, hij schopte het tot de 2e ronde. In april van dat jaar won Andrejev zijn eerste ATP-toernooi, namelijk het ATP-toernooi van Valencia, in de finale versloeg hij de Spanjaard David Ferrer met 6-3, 5-7 en 6-3. In de kwartfinales van dat toernooi had Andrejev de toenmalige nummer 4 van de wereld Rafael Nadal verslagen, na deze nederlaag was Nadal 2 jaar lang onverslaanbaar op gravel. Op Roland Garros bereikte de Rus de 3e ronde, en dat lukt hem ook op Wimbledon. Op de US Open kwam hij niet verder dan de 2e ronde.

## Palmares
| Legenda                       | Legenda               |
| ----------------------------- | --------------------- |
| Grand Slam                    |                       |
| Olympische Spelen             |                       |
| tot 2009                      | vanaf 2009            |
| Tennis Masters Cup            | ATP Finals            |
| ATP Masters Series            | ATP Tour Masters 1000 |
| ATP International Series Gold | ATP Tour 500          |
| ATP International Series      | ATP Tour 250          |

### Enkelspel
| Nr.              | Datum             | Toernooi      | Ondergrond | Tegenstander in finale | Score              | Details |
| ---------------- | ----------------- | ------------- | ---------- | ---------------------- | ------------------ | ------- |
| Gewonnen finales |                   |               |            |                        |                    |         |
| 1.               | 10 april 2005     | ATP Valencia  | Gravel     | David Ferrer           | 6-3, 5-7, 6-3      | Details |
| 2.               | 2 oktober 2005    | ATP Palermo   | Gravel     | Filippo Volandri       | 0-6, 6-1, 6-3      | Details |
| 3.               | 16 oktober 2005   | ATP Moskou    | Tapijt     | Nicolas Kiefer         | 5-7, 7-6, 6-2      | Details |
| Verloren finales |                   |               |            |                        |                    |         |
| 1.               | 12 juli 2005      | ATP Gstaad    | Gravel     | Roger Federer          | 2-6, 3-6, 7-5, 3-6 | Details |
| 2.               | 18 september 2005 | ATP Boekarest | Gravel     | Florent Serra          | 4-6, 3-6           | Details |
| 3.               | 16 januari 2006   | ATP Sydney    | Hardcourt  | James Blake            | 2-6, 6-3, 6-7      | Details |
| 4.               | 13 juli 2008      | ATP Gstaad    | Gravel     | Victor Hănescu         | 3-6, 4-6           | Details |
| 5.               | 20 juli 2008      | ATP Umag      | Gravel     | Fernando Verdasco      | 6-3, 4-6, 6-7      | Details |

### Dubbelspel
| Nr.              | Datum           | Toernooi   | Ondergrond | Partner           | Tegenstanders in finale        | Score         | Details |
| ---------------- | --------------- | ---------- | ---------- | ----------------- | ------------------------------ | ------------- | ------- |
| Gewonnen finales |                 |            |            |                   |                                |               |         |
| 1.               | 18 oktober 2004 | ATP Moskou | Tapijt     | Nikolaj Davydenko | Mahesh Bhupathi Jonas Björkman | 3-6, 6-3, 6-4 | Details |
| Verloren finales |                 |            |            |                   |                                |               |         |
| 1.               | 17 oktober 2005 | ATP Moskou | Tapijt     | Nikolaj Davydenko | Maks Mirni Michail Joezjny     | 1-6, 1-6      | Details |

## Prestatietabel
| Legenda | Legenda                          |
| ------- | -------------------------------- |
| g.t.    | geen toernooi gehouden           |
| l.c.    | lagere categorie                 |
| –       | niet deelgenomen                 |
| G       | uitgeschakeld in de groepsfase   |
| 1R      | uitgeschakeld in de eerste ronde |
| 2R      | uitgeschakeld in de tweede ronde |
| 3R      | uitgeschakeld in de derde ronde  |
| 4R      | uitgeschakeld in de vierde ronde |
| KF      | uitgeschakeld in de kwartfinale  |
| HF      | uitgeschakeld in de halve finale |
| F       | de finale verloren               |
| W       | het toernooi gewonnen            |
| w-v     | winst/verlies-balans             |

### Prestatietabel enkelspel
Deze gegevens zijn bijgewerkt tot en met 24 juni 2013
| Toernooien              | 2004              | 2005              | 2006              | 2007              | 2008              | 2009  | 2010  | 2011   | 2012   | 2013   | Carrière winst-verlies |
| ----------------------- | ----------------- | ----------------- | ----------------- | ----------------- | ----------------- | ----- | ----- | ------ | ------ | ------ | ---------------------- |
| Grand Slam Toernooien   |                   |                   |                   |                   |                   |       |       |        |        |        |                        |
| Australian Open         | 1R                | 2R                | 3R                | 1R                | 3R                | 3R    | 1R    | 2R     | –      | –      | 8-8                    |
| Roland Garros           | 4R                | 3R                | –                 | KF                | 2R                | 3R    | –     | 2R     | 1R     | –      | 13-7                   |
| Wimbledon               | 2R                | 3R                | –                 | 1R                | 2R                | 4R    | 1R    | 2R     | 2R     | 1R     | 9-9                    |
| US Open                 | 1R                | 2R                | –                 | 2R                | 4R                | 1R    | –     | 1R     | 1R     |        | 5-7                    |
| Grandslam winst-verlies | 4-4               | 6-4               | 2-1               | 5-4               | 7-4               | 7-4   | 0-2   | 3-4    | 1-3    | 0-0    | 35-29                  |
| ATP Masters 1000        |                   |                   |                   |                   |                   |       |       |        |        |        |                        |
| Indian Wells            | 1R                | 1R                | KF                | –                 | 1R                | 4R    | 2R    | 2R     | –      |        | 6-7                    |
| Miami                   | 1R                | 3R                | 2R                | 1R                | KF                | 3R    | 2R    | 2R     | –      |        | 9-8                    |
| Monte Carlo             | 1R                | 1R                | 1R                | 3R                | KF                | 1R    | 2R    | –      | –      |        | 6-7                    |
| Rome                    | 1R                | 1R                | –                 | 2R                | 3R                | 1R    | 1R    | 2R     | –      |        | 4-7                    |
| Hamburg                 | –                 | 1R                | –                 | 3R                | 1R                | –     | –     | n.v.t. | n.v.t. | n.v.t. | 2-3                    |
| Madrid                  | –                 | –                 | –                 | 1R                | 1R                | –     | 1R    | –      | 2R     |        | 1-4                    |
| Montréal/Toronto        | 2R                | 1R                | –                 | –                 | 3R                | 2R    | –     | –      | –      |        | 4-4                    |
| Cincinnati              | –                 | 1R                | –                 | –                 | 3R                | 2R    | –     | –      | –      |        | 3-3                    |
| Shanghai                | Geen Masters 1000 | Geen Masters 1000 | Geen Masters 1000 | Geen Masters 1000 | Geen Masters 1000 |       | –     | –      | –      |        | 0-0                    |
| Parijs                  | –                 | –                 | 2R                | –                 | 2R                | –     | –     | –      | –      |        | 2-2                    |
| Statistieken            |                   |                   |                   |                   |                   |       |       |        |        |        |                        |
| Totaal aantal titels    | 0                 | 3                 | 0                 | 0                 | 0                 | 0     | 0     | 0      | 0      | 0      | 3                      |
| Totaal winst-verlies    | 33-32             | 38-30             | 14-13             | 35-27             | 43-32             | 27-26 | 17-19 | 17-28  | 12-17  | 0-0    | 236-224                |
| Eindejaarsranking       | 50                | 26                | 91                | 33                | 19                | 35    | 79    | 115    | 111    |        | n.v.t.                 |

### Prestatietabel grand slam, dubbelspel
| Toernooi        | 2004 | 2005 | 2006 | 2007 | 2008 | 2009 | 2010 | 2011 | 2012 | 2013 |
| --------------- | ---- | ---- | ---- | ---- | ---- | ---- | ---- | ---- | ---- | ---- |
| Australian Open | 2R   | 2R   | 1R   | 1R   | –    | 1R   | 2R   | –    | –    | –    |
| Roland Garros   | 2R   | 3R   | –    | 1R   | –    | 1R   | –    | –    | –    | –    |
| Wimbledon       | 1R   | –    | –    | 1R   | –    | 2R   | –    | –    | –    | –    |
| US Open         | 2R   | 2R   | –    | –    | 2R   | –    | –    | 1R   | –    | –    |